# Driblatge
El driblatge és una habilitat individual, característica de diversos esports de pilota, que consisteix a fer moviments i amagues amb mantes parts del cos (peus, cames, maluc, braços o mans) en possessió de la pilota, per tal d'eludir un contrari i evitar que aquest prengui la pilota.